# Distelhäuser Brauerei Ernst Bauer

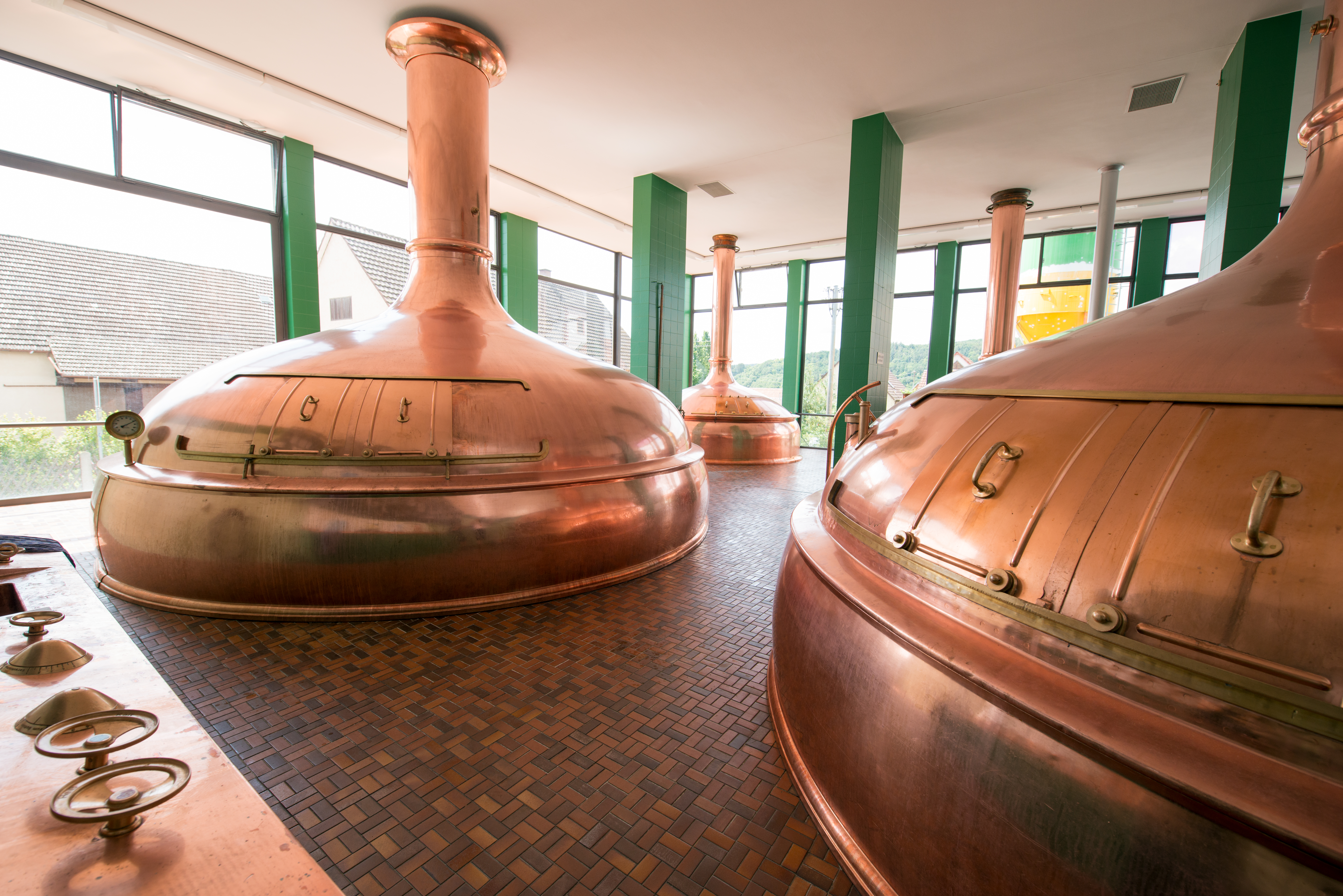
Blick in das Sudhaus der Distelhäuser Brauerei (2016)

Die Distelhäuser Brauerei Ernst Bauer GmbH & Co. KG ist eine mittelständische Brauerei im Stadtteil Distelhausen in Tauberbischofsheim (Tauberfranken).

## Geschichte

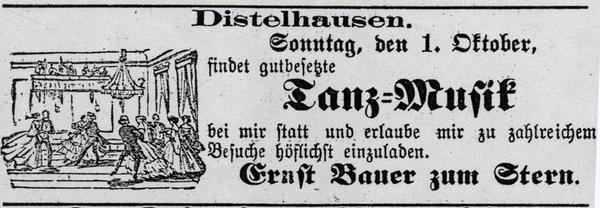
Zeitungsanzeige des Bierbrauers Ernst Bauer (1876)

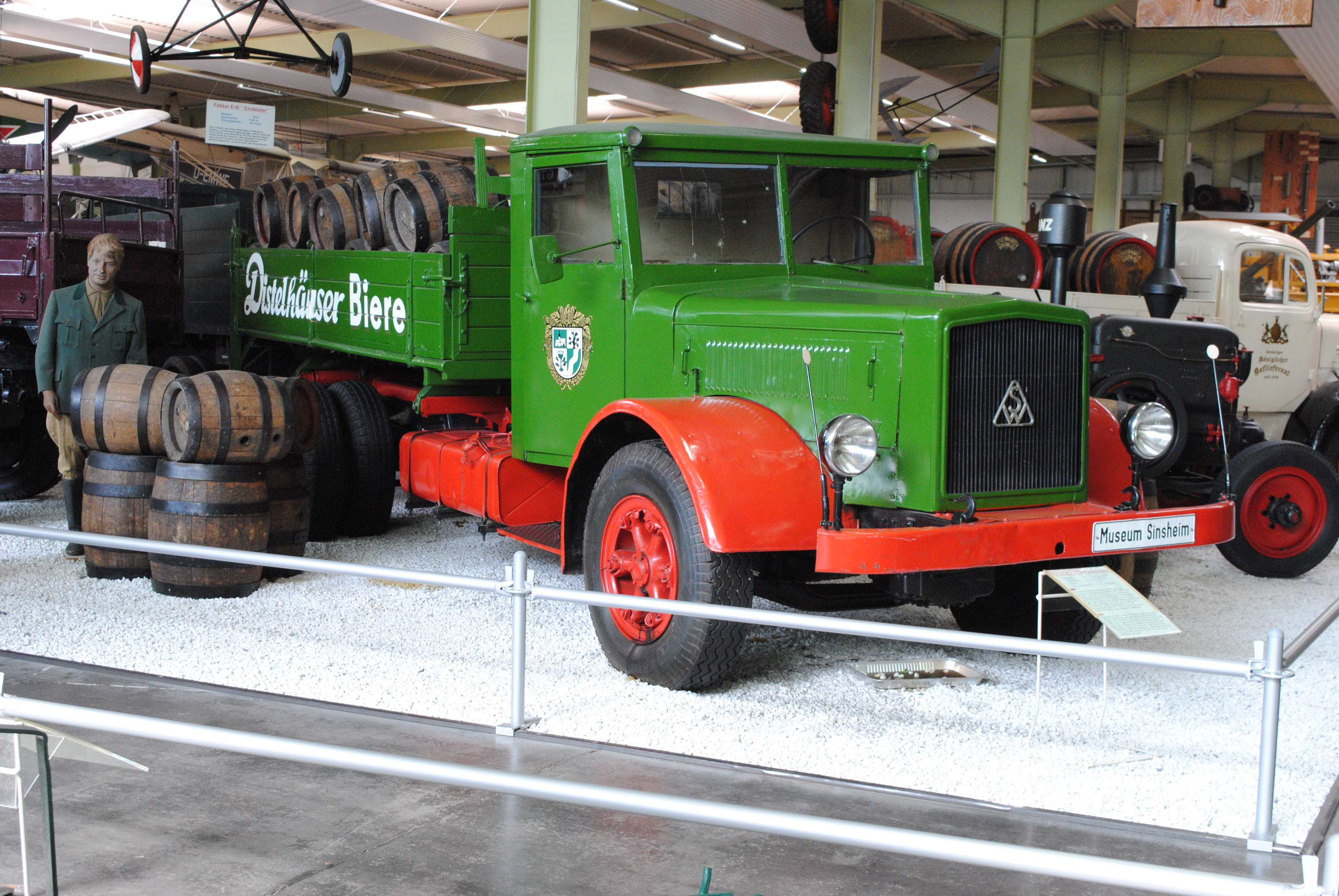
Historischer Bierlaster der Distelhäuser Brauerei (Baujahr zwischen 1946 und 1951)

Die Brauerei wurde 1811 als Brauerei Wohmann gegründet. Im selben Jahr wurde ein Distelhäuser Landwirt erstmals urkundlich als Bierbrauer erwähnt. Im März 1876 erwarb der aus Wertheim stammende Ernst Bauer das in Distelhausen liegende Gasthaus „Zum Stern“ samt Braurecht der dazugehörenden Brauerei Wohmann. In den folgenden Jahren begann Ernst Bauer mit dem Aufbau einer kleinen, jedoch schon bald florierenden Hausbrauerei. Ab 1905 führte Georg Bauer die Brauerei in zweiter Generation. Die Technikbegeisterung ihres Besitzers führte dazu, dass die Brauerei ab 1906 als eine der ersten Deutschlands Lastwagen statt der damals üblichen Pferdefuhrwerke für den Biertransport einsetzte. 1911 wurde ein neues Gebäude mit Sudhaus und elektrischer Schrotmühle errichtet, um dem technischen Fortschritt Rechnung zu tragen. Nach dem plötzlichen Tod Georg Bauers übernahm 1926 dessen Bruder, Fritz Bauer, das Unternehmen. Als Edmund Bauer, der Sohn Georg Bauers, seine Ausbildung beendet hatte, trat er mit in die Firmenleitung ein und behielt diesen Posten inne, bis er 1938 verstarb. Nachdem Fritz Bauer die Brauerei über viele Jahre geführt hatte, übernahm 1954 Ernst Bauer die Unternehmensleitung von seinem Großonkel und konnte in der Folge große Produktivitätssteigerungen erreichen: Die kleine Lokalbrauerei steigerte den Jahresausstoß bis in die 1960er Jahre auf über 200.000 Hektoliter.
Der Bierausstoß entwickelte sich in den Firmengeschichte wie folgt: 1898 (2000 Hektoliter), 1908 (5000), 1911 (12.000), 1930 (27.000), 1960er (über 200.000), 1979 (etwa 200.000), 1987 (211.000), 2010 (190.000), 2015 (185.000). Die verwendeten Rohstoffe stammen traditionell überwiegend aus der Region. Die Brauerei gehört den Freien Brauern an. Bereits seit 1956 beteiligt die Brauerei ihre Mitarbeiter in verschiedener Form am Gewinn. Seit 2014 ist die Brauerei Mitglied im Slow Brewing e. V.
Auf dem Brauereigelände in Distelhausen befindet sich die Gastwirtschaft Distelhäuser Brauhaus, das Metzgereigeschäft Bauer’s Brotzeit und das Veranstaltungszentrum Alte Füllerei. Das Service-Center in Erlenbach wurde Anfang 2019 geschlossen.

## Produkte und Vertriebsgebiet
Es werden derzeit (Stand: August 2023) über 18 verschiedene Biersorten gebraut, z. B. Pils, Weizen, Landbier, Märzen, Export, Malzbier, Festbier, Winterbock, alkoholfreie Biere und Radler.
Das Vertriebsgebiet umfasst einen geographischen Radius, der überwiegend die Regionen Heilbronn-Franken und Unterfranken umfasst und im weiteren Sinne die Bundesländer Baden-Württemberg, Bayern und Hessen tangiert.

## Sonstiges
Bierfreunde können seit 2003 Mitglied im Distelhäuser Club werden.
Die Distelhäuser Brauerei ist Förderer von Slow Food Deutschland. Zwischen den Jahren 2004 und 2012 fand jährlich auf dem Gelände der Brauerei in Zusammenarbeit mit Slow Food der Distelhäuser Genießermarkt statt.
Der Distelhäuser Bierwanderweg wurde 2016 anlässlich des 500-jährigen Jubiläums des deutschen Reinheitsgebotes konzipiert. Er führt durch die umgebende Landschaft und macht die Wanderer mit den verwendeten Rohstoffen bekannt: Neben Gersten- und Weizenfeldern führt der Weg auch an einen kleinen Hopfengarten und dem von der Brauerei eigens verwendeten Brunnen vorbei, bevor die Wanderung am Distelhäuser Brauhaus endet.
Seit 2023 ist der Partyschlagersänger und TikToker Micha von der Rampe als Werbepartner für die Brauerei tätig.

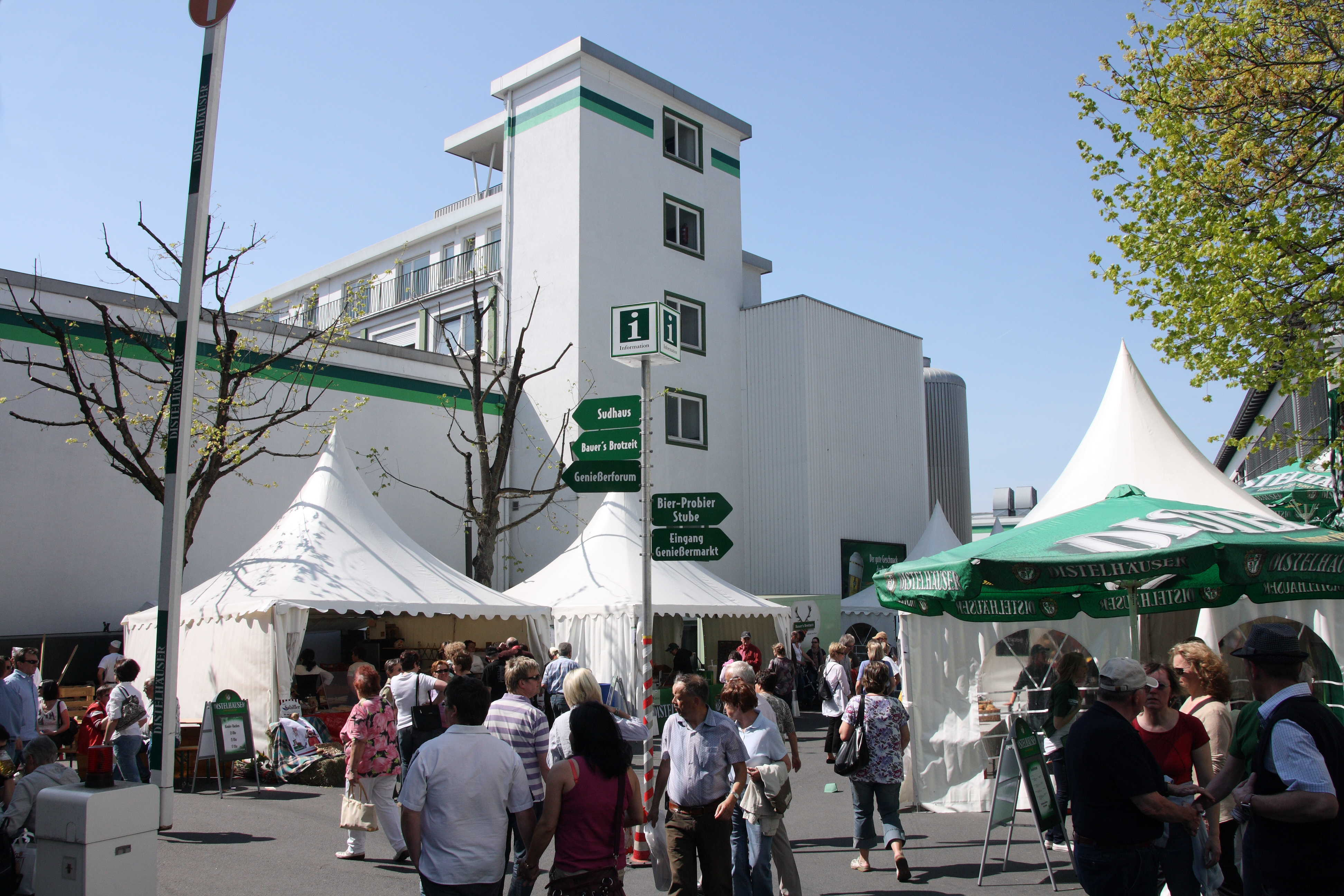
Der Distelhäuser Genießermarkt (2010)
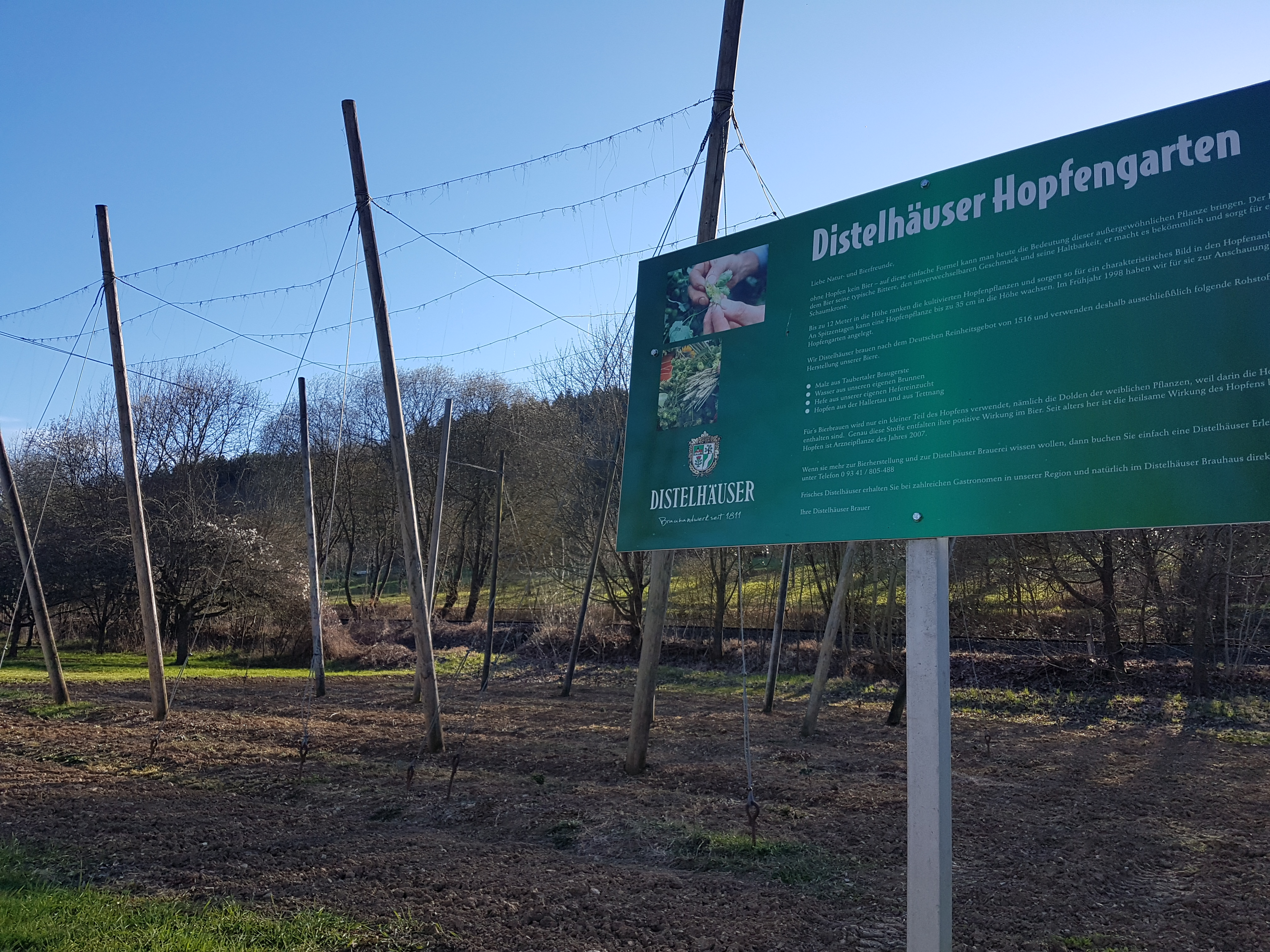
Distelhäuser Hopfengarten (2017)
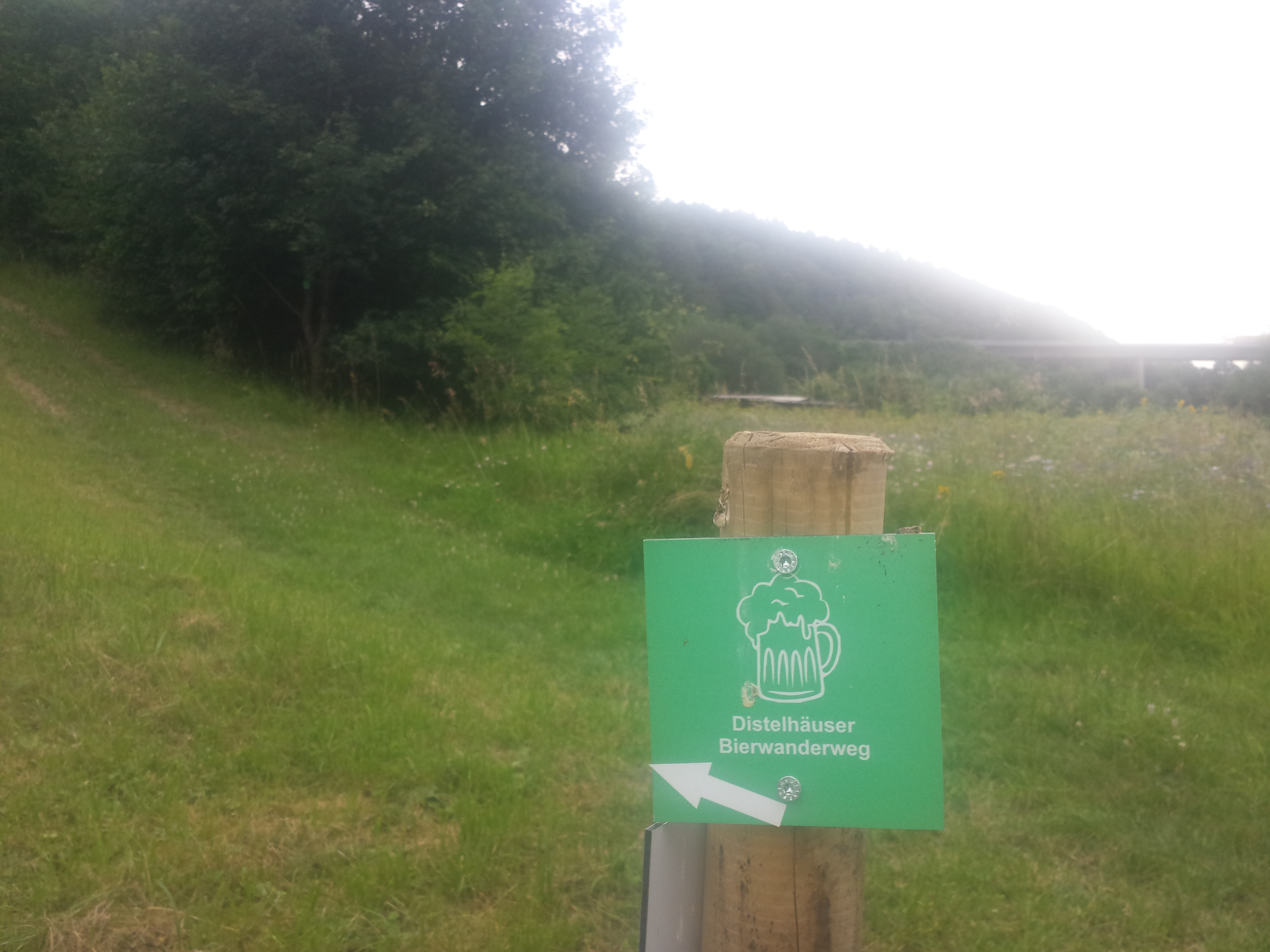
Der Distelhäuser Bierwanderweg (2016)

## Auszeichnungen (Auswahl)
Die folgenden Auszeichnungen konnten von Produkten der Distelhäuser Brauerei errungen werden (Stand: Januar 2024):
- Distelhäuser Pils: Internat. DLG-Qualitätswettbewerb: mehrfach (zuletzt 2023 Gold); World Beer Cup: 2002 Gold; European Beer Star: mehrfach (zuletzt 2023 Gold)[19]
- Distelhäuser Alkoholfrei: Internat. DLG-Qualitätswettbewerb: mehrfach (zuletzt 2016 Gold)[19]
- Distelhäuser Hefeweizen: Internat. DLG-Qualitätswettbewerb: mehrfach (zuletzt 2023 Gold); European Beer Star: mehrfach (zuletzt 2023 Bronze)[20]
- Distelhäuser Hefe-Weizen Alkoholfrei: Internat DLG-Qualitätswettbewerb: mehrfach (zuletzt 2020 Gold)[20]
- Distelhäuser Kristall-Weizen: Internat DLG-Qualitätswettbewerb: mehrfach (zuletzt 2013 Silber); World Beer Cup: mehrfach (zuletzt 2010 Bronze); European Beer Star: mehrfach (zuletzt 2021 Gold)[20]
- Distelhäuser Dunkles Hefe-Weizen: Internat DLG-Qualitätswettbewerb: mehrfach (zuletzt 2023 Gold); World Beer Cup: mehrfach (zuletzt 2010 Bronze); European Beer Star: mehrfach (zuletzt 2016 Silber)[20]
- Distelhäuser Cellarius Kellerbier: Internat. DLG-Qualitätswettbewerb: mehrfach (zuletzt 2019 Gold)[21]
- Distelhäuser Landbier: Internat. DLG-Qualitätswettbewerb: mehrfach (zuletzt 2017 Gold); World Beer Cup: 2006 Silber; European Beer Star: 2013 Bronze[21]
- Distelhäuser Märzen Urstoff: Internat. DLG-Qualitätswettbewerb: mehrfach (zuletzt 2020 Gold)[21]
- Distelhäuser Export: Internat. DLG-Qualitätswettbewerb: mehrfach (zuletzt 2020 Gold); European Beer Star: 2004 Silber[21]
- Leichtes[22]: European Beer Star: 2006 Gold
- Dinkel (saisonal)[23]: European Beer Star: mehrfach (zuletzt 2020 Gold)
- Black Pearl Classic Porter[24]: Meiningers international CraftBeer Award: 2014 Silber, 2015 Gold
- Loch Ness Classic Stout[25]: Meiningers international CraftBeer Award: 2014 Gold, 2015 Silber
- Taubertaler Malz: Internat. DLG-Qualitätswettbewerb: mehrfach (zuletzt 2023 Gold); World Beer Cup: 2006 Gold[26]